# 乌罗镇
乌罗镇，是中华人民共和国贵州省铜仁市松桃苗族自治县下辖的一个乡镇级行政单位。

## 行政区划
乌罗镇下辖以下地区：
桃花源村、前进村、峰岩村、岑司村、丰勇村、半坡台村、毛溪村、寨安村、团龙村、新民村、黔龙村、石塘村、中场村、黔兴村、中利村、岩口村和小河村。